# Gafanhotos gregários

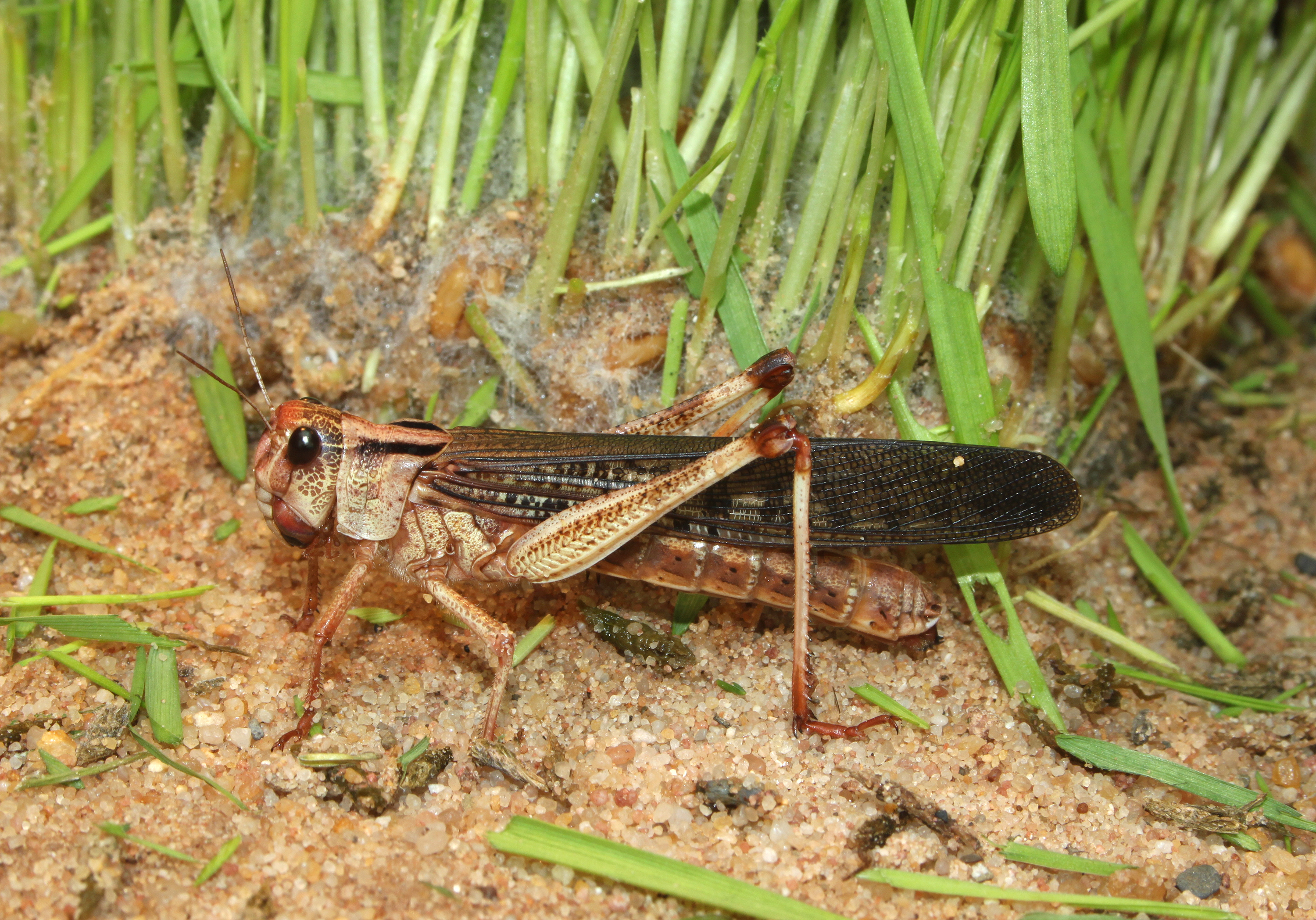
Gafanhotos gregários, como este gafanhoto migratório (Locusta migratoria), são gafanhotos em uma fase migratória de seu ciclo de vida.

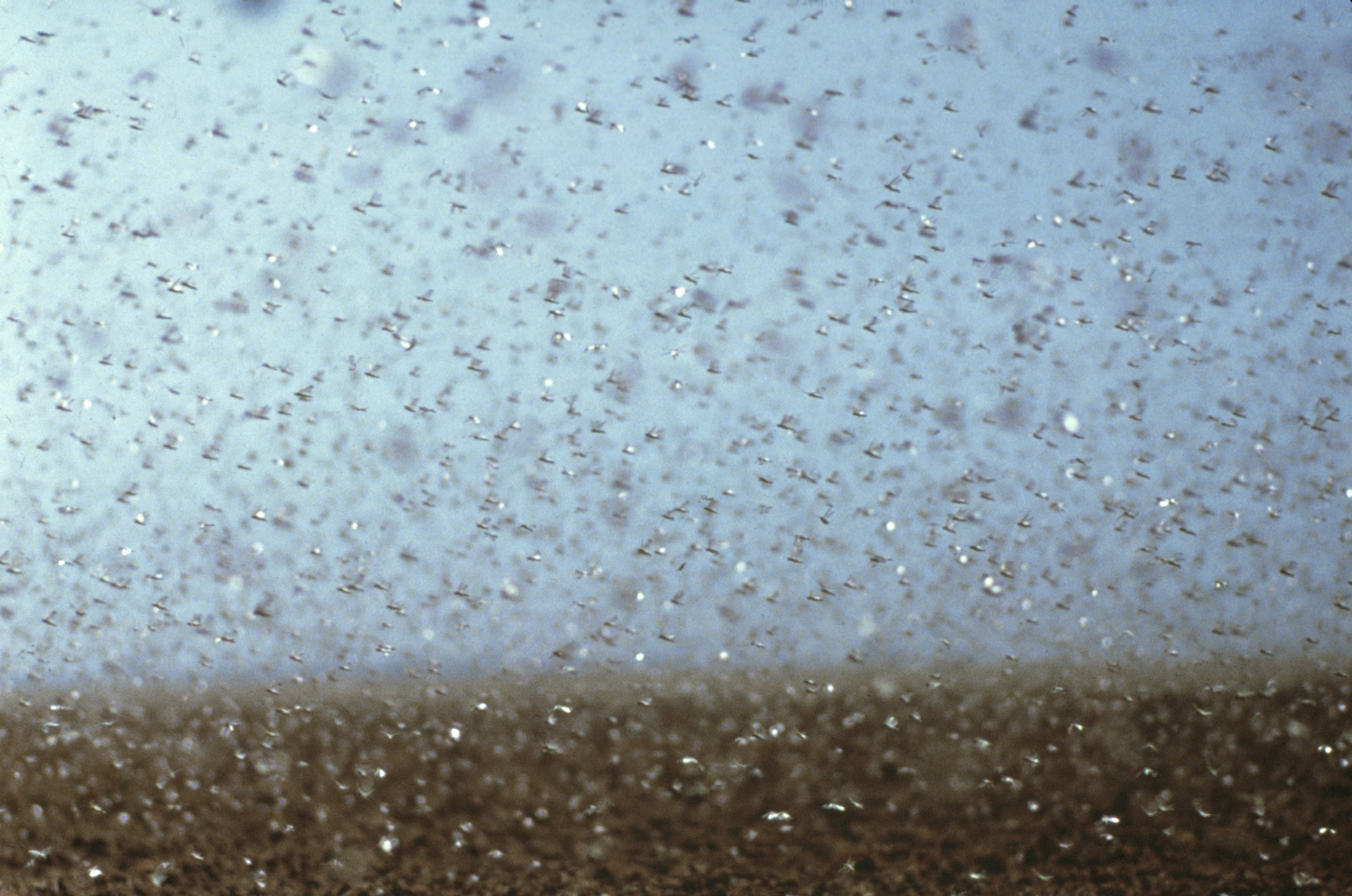
Milhões de gafanhotos-da-praga-australiana (Chortoicetes terminifera) gregários em movimento.

Gafanhotos gregários, conhecidos no inglês como "locusts"(do latim locusta, gafanhoto ou lagosta) são várias espécies de gafanhotos de "chifres curtos" da família Acrididae que apresentam uma fase de gregarismo/enxameação [en]. Esses insetos são geralmente solitários, mas em certas circunstâncias tornam-se mais abundantes e mudam seu comportamento e hábitos, tornando-se gregários.
Não há distinção taxonômica entre espécies de gafanhotos e espécies de "locusts"; a definição baseia-se em se uma espécie forma enxames em condições intermitentemente favoráveis; isso evoluiu independentemente em múltiplas linhagens, abrangendo pelo menos 18 gêneros em 5 subfamílias diferentes.
Normalmente, esses gafanhotos são inofensivos, seus números são baixos e não representam uma grande ameaça econômica para a agricultura. No entanto, em condições favoráveis de seca seguida por crescimento rápido de vegetação, a serotonina em seus cérebros desencadeia mudanças drásticas: eles começam a se reproduzir abundantemente, tornando-se gregários e nômades (descritos vagamente como migratórios [en]) quando suas populações se tornam densas o suficiente. Eles formam bandos de ninfas (ainda sem asas) que mais tarde se tornam enxames de adultos alados. Tanto os bandos quanto os enxames se deslocam, devastam rapidamente campos e danificam culturas. Os adultos são voadores poderosos; podem viajar grandes distâncias, consumindo a maior parte da vegetação verde onde o enxame se instala.
Os gafanhotos foram considerados pragas desde a pré-história. Os egípcios antigos os esculpiam em seus túmulos, e os insetos são mencionados na Ilíada, no Mahabharata, na Bíblia e no Alcorão. Enxames devastaram culturas e causaram episódios de fome e migrações humanas. Mais recentemente, mudanças nas práticas agrícolas e melhor monitoramento dos locais de reprodução de gafanhotos permitiram medidas de controle em estágios iniciais. O controle tradicional de gafanhotos usa inseticidas do solo ou do ar, mas novos métodos de controle biológico estão se mostrando eficazes.
O comportamento de enxameação diminuiu no século XX, mas, apesar dos modernos métodos de vigilância e controle, enxames ainda podem se formar; quando condições climáticas adequadas ocorrem e a vigilância falha, pragas podem surgir.
Gafanhotos gregários são insetos grandes e convenientes para pesquisa e estudo em sala de aula de zoologia. Eles são comestíveis por humanos. Foram consumidos ao longo da história e são considerados uma iguaria em muitos países.

## Gafanhotos enxameadores
Gafanhotos gregários ("locusts") são a fase de enxameação de certas espécies de gafanhotos de chifres curtos da família Acrididae. Esses insetos são geralmente solitários, mas em certas circunstâncias tornam-se mais abundantes e mudam seu comportamento e hábitos, tornando-se gregários.

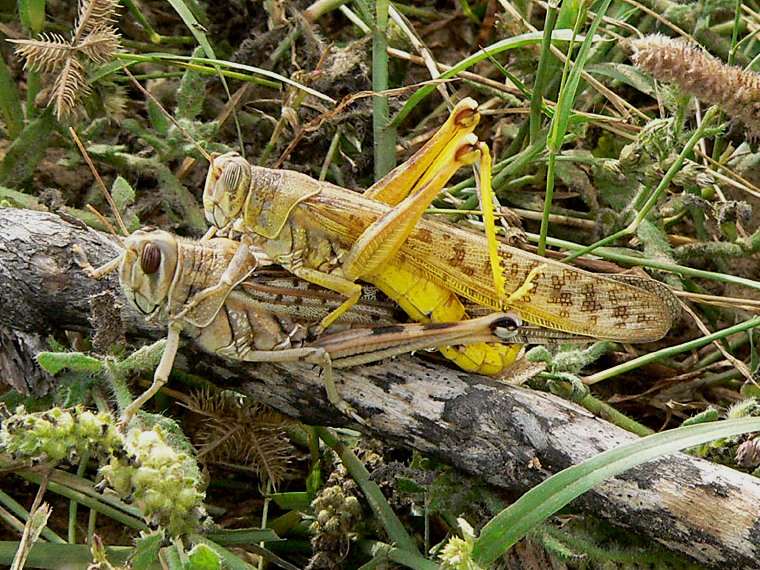
Gafanhotos do deserto em cópula.

Não há distinção taxonômica entre espécies de gafanhotos e locusts; a definição baseia-se em se uma espécie forma enxames em condições intermitentemente favoráveis. Em inglês, o termo "locust" é usado para espécies que mudam morfologica e comportamentalmente em condições de superpopulação, formando enxames que se desenvolvem a partir de bandos de estágios imaturos. A mudança é descrita como plasticidade fenotípica dependente da densidade.
Essas mudanças são exemplos de polifenismo [en] de fase e foram analisadas e descritas pela primeira vez por Boris Uvarov [en], que foi fundamental na criação do "Anti-Locust Research Centre". Ele fez suas descobertas durante seus estudos do gafanhoto migratório no Cáucaso, cujas fases solitária e gregária eram anteriormente consideradas espécies distintas (Locusta migratoria e L. danica). Ele designou as duas fases como solitaria e gregaria. Essas são chamadas de morfos estacionárias e migratórias, embora, estritamente falando, seus enxames sejam nômades em vez de migratórios. Charles Valentine Riley e Norman Criddle estiveram envolvidos na compreensão e controle desses gafanhotos gregários.
O comportamento de enxameação é uma resposta à superpopulação. O aumento da estimulação tátil das patas traseiras causa um aumento nos níveis de serotonina. Isso faz com que o gafanhoto mude de cor, coma muito mais e se reproduza com maior facilidade. A transformação para a forma gregária é induzida por vários contatos por minuto durante um período de quatro horas. Um grande enxame pode consistir de bilhões de gafanhotos espalhados por uma área de milhares de quilômetros quadrados, com uma população de até 80 milhões por quilômetro quadrado. Quando gafanhotos do deserto se encontram, seus sistemas nervosos liberam serotonina, o que os torna mutuamente atraídos, um pré-requisito para a enxameação.
A formação inicial de bandos de ninfas gregárias é chamada de "surto"; quando esses se juntam em grupos maiores, o evento é conhecido como "aumento". A continuação de aumentos em nível regional, originados de vários locais de reprodução completamente separados, é conhecida como "pragas". Durante surtos e os estágios iniciais de aumentos, apenas parte da população de gafanhotos torna-se gregária, com bandos dispersos de ninfas espalhados por uma grande área. Com o tempo, os insetos tornam-se mais coesos e os bandos se concentram em uma área menor. Na praga de gafanhotos do deserto na África, Oriente Médio e Ásia que durou de 1966 a 1969, o número de gafanhotos aumentou de dois para 30 bilhões em duas gerações, mas a área coberta diminuiu de mais de 100.000 km² para 5.000 km².

### Fases solitária e gregária

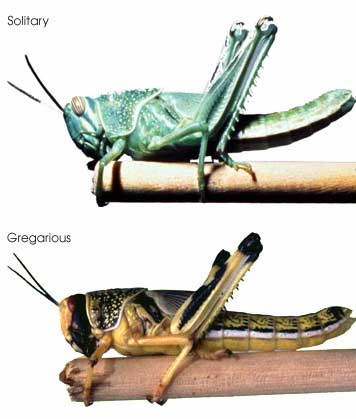
Morfos Solitaria (gafanhoto) e gregaria (enxameadora) - fases do gafanhoto do deserto.

Uma das maiores diferenças entre as fases solitária e gregária é comportamental. As ninfas gregaria são atraídas umas pelas outras, isso sendo observado já no segundo ínstar. Elas logo formam bandos de muitos milhares de indivíduos. Esses grupos comportam-se como unidades coesas e movem-se pela paisagem, contornando barreiras e se fundindo com outros bandos. A atração entre os insetos envolve sinais visuais e olfatórios. Os bandos parecem navegar usando o sol. Eles pausam para se alimentar em intervalos antes de continuar, e podem cobrir dezenas de quilômetros em poucas semanas.
Gafanhotos na fase gregária diferem em morfologia e desenvolvimento. No gafanhoto do deserto e no gafanhoto migratório, por exemplo, as ninfas gregaria tornam-se mais escuras com marcações contrastantes amarelas e pretas, crescem maiores e têm um período juvenil mais longo; os adultos são maiores com proporções corporais diferentes, menos dimorfismo sexual, e taxas metabólicas mais altas; eles amadurecem mais rapidamente e começam a se reproduzir mais cedo, mas têm níveis mais baixos de fecundidade.
A atração mútua entre insetos individuais continua na fase adulta, e eles continuam a agir como um grupo coeso. Indivíduos que se separam de um enxame voam de volta para a massa. Outros que ficam para trás após se alimentar decolam para se reunir ao enxame quando ele passa por cima. Quando indivíduos na frente do enxame se instalam para se alimentar, outros voam por cima e se instalam por sua vez, o enxame inteiro agindo como uma unidade rolante com uma borda frontal em constante mudança. Os gafanhotos passam muito tempo no solo se alimentando e descansando, movendo-se quando a vegetação está esgotada. Eles podem então voar uma distância considerável antes de se instalarem em um local onde chuvas transitórias causaram um surto de crescimento verde.

## Distribuição e diversidade
Várias espécies de gafanhotos enxameiam como gafanhotos gregários em diferentes partes do mundo, em todos os continentes exceto a Antártica: Por exemplo, o gafanhoto-da-praga-australiana (Chortoicetes terminifera) enxameia pela Austrália.
O gafanhoto do deserto (Schistocerca gregaria) é provavelmente a espécie mais conhecida devido à sua ampla distribuição (África do Norte, Oriente Médio e subcontinente indiano) e sua capacidade de migrar por longas distâncias. Uma grande infestação cobriu grande parte da África ocidental de 2003 a 2005, após chuvas excepcionalmente fortes criarem condições ecológicas favoráveis para a enxameação. Os primeiros surtos ocorreram na Mauritânia, Mali, Níger e Sudão em 2003. As chuvas permitiram que enxames se desenvolvessem e se movessem para o norte até Marrocos e Argélia, ameaçando terras agrícolas. Enxames cruzaram a África, aparecendo no Egito, Jordânia e Israel, pela primeira vez nesses países em 50 anos. O custo para lidar com a infestação foi estimado em US$122 milhões, e os danos às culturas em até US$2,5 bilhões.
O gafanhoto-migratório (Locusta migratoria), às vezes classificado em até 10 subespécies, enxameia na África, Ásia, Austrália e Nova Zelândia, mas tornou-se raro na Europa. Em 2013, morfos de Madagascar do gafanhoto-migratório formaram muitos enxames de mais de um bilhão de insetos, alcançando o status de "praga" e cobrindo cerca da metade do país até março de 2013.
Espécies como o gafanhoto senegalês (Oedaleus senegalensis [en]) e o gafanhoto do arroz africano (Hieroglyphus daganensis [en]), ambos do Sahel, frequentemente exibem comportamento semelhante ao de gafanhotos gregários e mudam morfologicamente em condições de superpopulação.
A América do Norte é o único subcontinente, além da Antártica, sem uma espécie nativa de gafanhoto. O "gafanhoto das montanhas rochosas" (Melanoplus spretus [en]) foi outrora uma das pragas de insetos mais significativas lá, mas tornou-se extinto em 1902. Na década de 1930, durante o Dust Bowl, uma segunda espécie de gafanhoto gregário norte-americano, o "gafanhoto das planícies altas" (Dissosteira longipennis [en]), alcançou proporções de praga no meio-oeste americano. Hoje, essa espécie é rara, deixando a América do Norte sem gafanhotos gregários que enxameiam regularmente.

### Evolução
A asa fossilizada de um gafanhoto indeterminado foi encontrada em sedimentos do Oligoceno Inferior da Formação Pabdeh no Irã, que foram depositados em um ambiente marinho profundo. O gafanhoto provavelmente estava migrando através do antigo mar Paratethys, entre a Península Arábica emergente e o centro do Irã, que ainda eram separados por grandes áreas de oceano profundo na época. Isso sugere que migrações transoceânicas de gafanhotos gregários ocorrem há pelo menos 30 milhões de anos, provavelmente facilitadas pela expansão de gramíneas naquela época.

## Interação com humanos e animais

### Tempos antigos

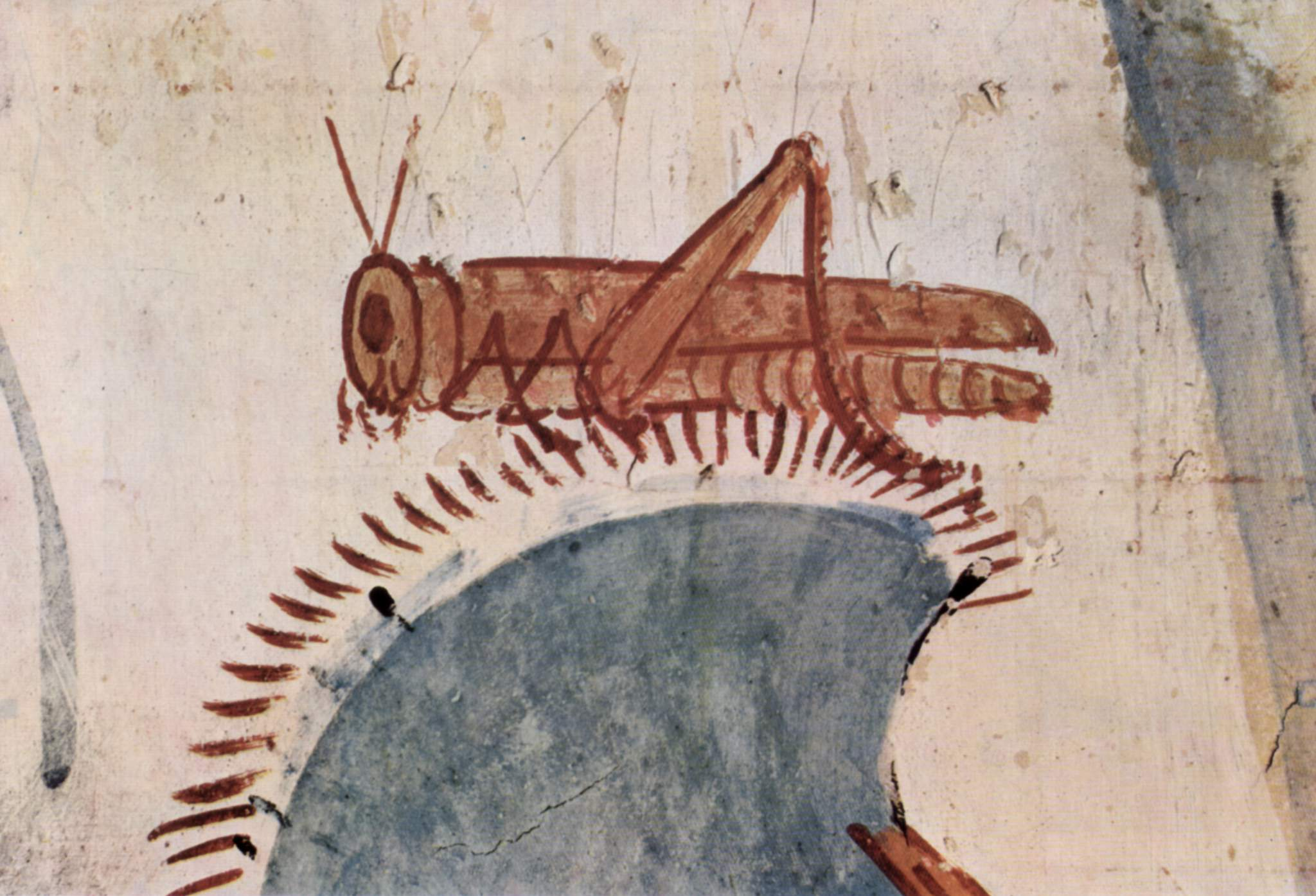
Detalhe de gafanhoto de um mural de caça na câmara funerária do faraó Horemebe, Antigo Egito, cerca de 1422–1411 a.C..

O estudo da literatura mostra quão generalizadas foram as pragas de gafanhotos ao longo da história. Os insetos chegavam inesperadamente, muitas vezes após uma mudança na direção do vento ou no clima, e as consequências eram devastadoras. Os egípcios antigos esculpiam gafanhotos em túmulos no período de 2470 a 2220 a.C. Uma praga devastadora no Egito é mencionada no Livro do Êxodo na Bíblia. A praga de gafanhotos é mencionada no indiano Mahabharata. A Ilíada menciona gafanhotos alçando voo para escapar do fogo. Pragas de gafanhotos são mencionadas no Alcorão. No século IX a.C., as autoridades chinesas nomearam oficiais anti-gafanhotos. No Novo Testamento, diz-se que João Batista sobreviveu no deserto com gafanhotos e mel silvestre; e gafanhotos com cabeça humana aparecem no Livro do Apocalipse.
Aristóteles estudou gafanhotos gregários e seus hábitos de reprodução, e Lívio registrou uma praga devastadora em Cápua em 203 a.C. Ele mencionou epidemias humanas após pragas de gafanhotos, que associou ao mau cheiro dos corpos em putrefação; a ligação de surtos de doenças humanas a pragas de gafanhotos era comum. Uma pestilência nas províncias do noroeste da China em 311 d.C., que matou 98% da população local, foi atribuída a gafanhotos gregários, e pode ter sido causada por um aumento no número de ratos (e suas pulgas) que devoravam os carcaças dos gafanhotos.

### Tempos recentes

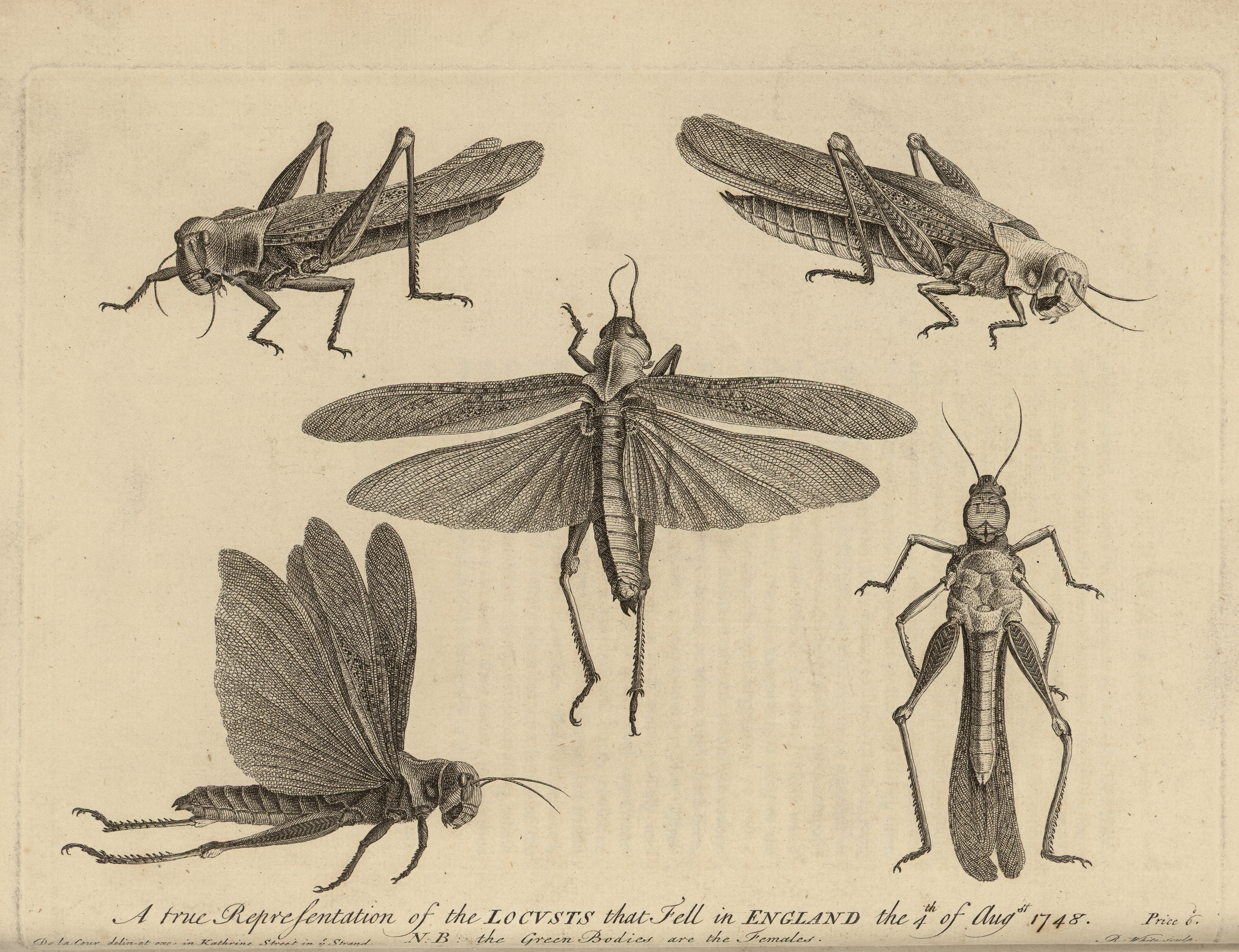
Gafanhotos que enxamearam sobre a Inglaterra em 1748: Desenho por William De la Cour; gravado por R. White, em A Tour in Wales de Thomas Pennant, 1781.

Nos últimos dois milênios, pragas de gafanhotos do deserto apareceram esporadicamente na África, Oriente Médio e Europa. Outras espécies de gafanhotos gregários causaram estragos na América do Norte e do Sul, Ásia e Australásia; na China, 173 surtos ao longo de 1924 anos. O gafanhoto Nomadacris succincta foi uma praga importante na Índia e no sudeste da Ásia nos séculos XVIII e XIX, mas raramente enxameou desde a última praga em 1908.
Na primavera de 1747, gafanhotos gregários chegaram fora de Damasco, consumindo a maior parte das culturas e vegetação do interior circundante. Um barbeiro local, Ahmad al-Budayri, lembrou que os gafanhotos "vieram como uma nuvem negra. Cobriram tudo: as árvores e as culturas. Que Deus Todo-Poderoso nos salve!"
A extinção do gafanhoto das montanhas rochosas (M. spretus) tem sido uma fonte de perplexidade. Ele enxameava por todo o oeste dos Estados Unidos e partes do Canadá no século XIX. O enxame de Albert de 1875 foi estimado em conter 12,5 trilhões de insetos cobrindo uma área de 510.000 km² (maior que o estado da Califórnia) e pesar 25 milhões de toneladas. O último espécime foi visto vivo no Canadá em 1902. Pesquisas recentes sugerem que os locais de reprodução desse inseto nos vales das Montanhas Rochosas foram submetidos a um desenvolvimento agrícola sustentado durante o grande influxo de mineiros de ouro, destruindo os ovos subterrâneos do gafanhoto.
A infestação de 1915 na Palestina e Síria foi uma das principais contribuintes para a fome no Líbano, que durou de 1915 a 1918, durante a qual cerca de 200.000 pessoas morreram. As pragas tornaram-se menos comuns no século XX, mas continuam a ocorrer quando as condições são favoráveis.

### Monitoramento

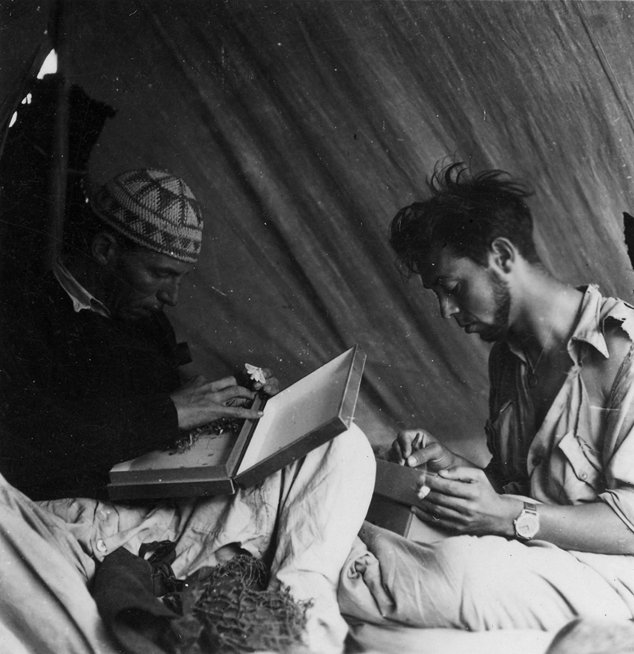
O entomólogo Eugenio Morales Agacino em expedição de monitoramento de gafanhotos no deserto do Saara Espanhol, 1942.

A intervenção precoce para prevenir grandes enxames de gafanhotos gregários é mais eficaz do que ações tardias, uma vez que os enxames já se formaram. Os meios para controlar populações de gafanhotos estão disponíveis, mas problemas organizacionais, financeiros e políticos podem ser difíceis de superar. O monitoramento é a chave para a detecção e erradicação precoce. Idealmente, uma proporção suficiente de bandos nômades pode ser eliminada com inseticida antes da fase de enxameação. Isso pode ser possível em países mais ricos como Marrocos e Arábia Saudita, mas países vizinhos mais pobres, como Mauritânia e Iêmen, carecem de recursos e podem criar enxames de gafanhotos que ameaçam toda a região.
Várias organizações ao redor do mundo monitoram a ameaça dos gafanhotos gregários. Elas fornecem previsões detalhando regiões propensas a sofrer com pragas de gafanhotos no futuro próximo. Na Austrália, esse serviço é fornecido pela "Australian Plague Locust Commission". Tem sido muito bem-sucedida no manejo de surtos em desenvolvimento, mas tem a grande vantagem de ter uma área definida para monitorar e defender sem invasões de gafanhotos de outros lugares.
Na África Central e Austral, o serviço é fornecido pela Organização Internacional de Controle de Gafanhotos para a África Central e Austral. No Oeste e Noroeste da África, o serviço é coordenado pela Comissão para Controle do Gafanhoto do Deserto na Região Ocidental da Organização das Nações Unidas para Alimentação e Agricultura (FAO), e executado por agências de controle de gafanhotos pertencentes a cada país envolvido. A FAO monitora a situação no Cáucaso e na Ásia Central, onde mais de 25 milhões de hectares de terras cultivadas estão sob ameaça. Em fevereiro de 2020, em um esforço para acabar com grandes surtos de gafanhotos, a Índia decidiu usar drones e equipamentos especiais para monitorar gafanhotos e pulverizar inseticidas.

### Controle

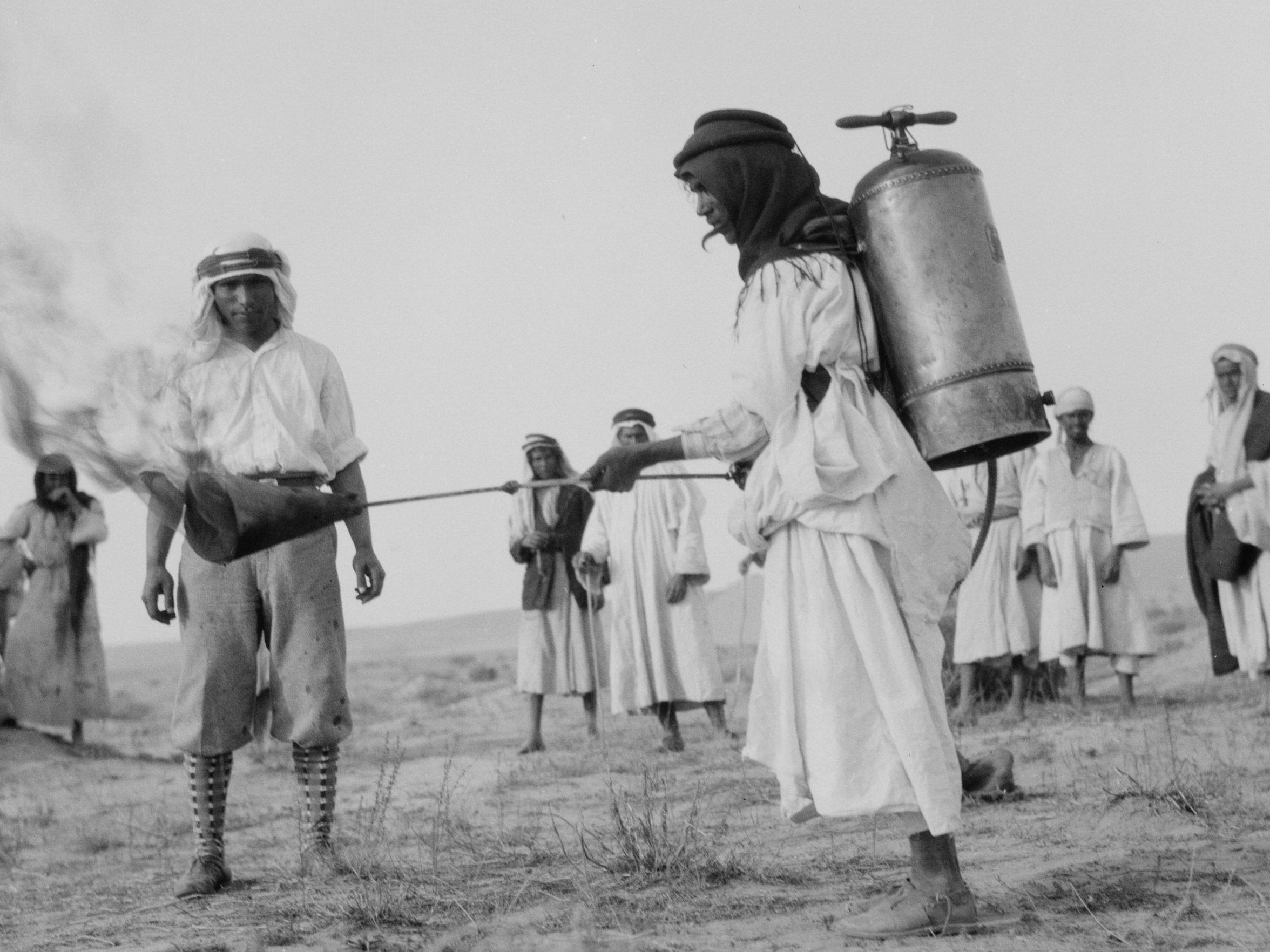
Preparando-se para lançar chamas nos gafanhotos na Palestina, 1915

Historicamente, as pessoas podiam fazer pouco para proteger suas culturas dos gafanhotos, embora comer os insetos pudesse ser alguma compensação. No início do século XX, esforços foram feitos para interromper o desenvolvimento dos insetos cultivando o solo onde os ovos eram depositados, coletando ninfas com máquinas de captura, matando-as com lança-chamas, capturando-as em valas e esmagando-as com rolos e outros métodos mecânicos. Na década de 1950, o organoclorado dieldrina foi considerado um inseticida extremamente eficaz, mas foi posteriormente banido na maioria dos países devido à sua persistência no meio ambiente e sua acumulação na cadeia alimentar.

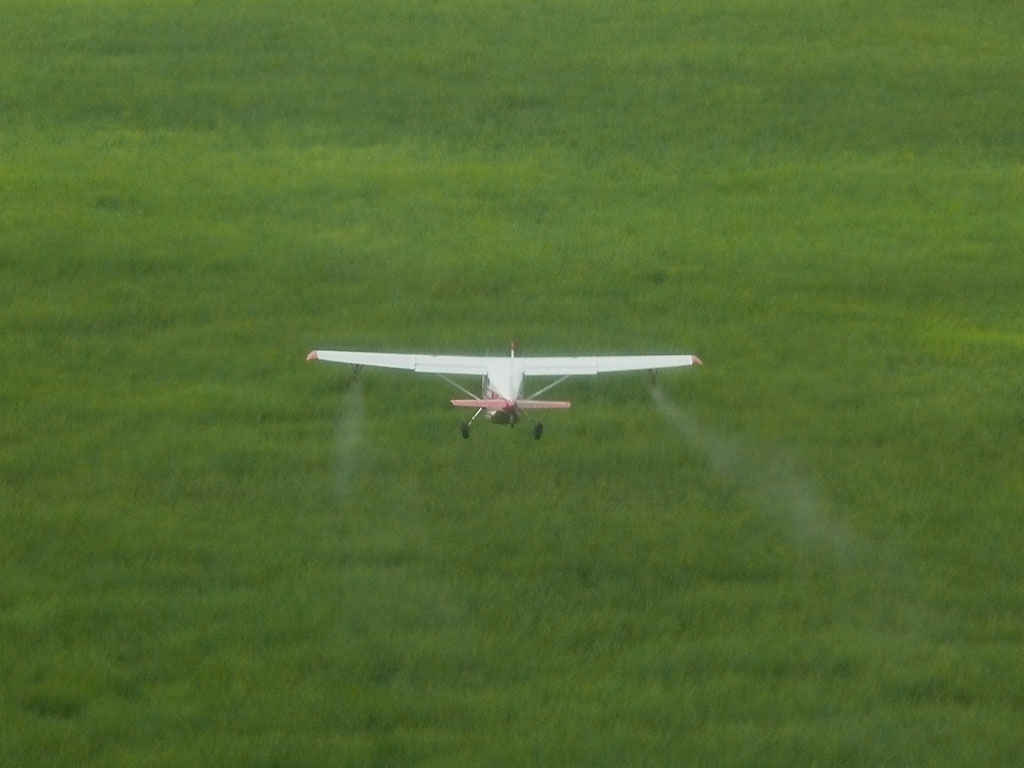
Cessna pulverizando inseticida contra os gafanhotos vermelhos no Parque Nacional Iku Katavi, Tanzânia, 2009.

Em anos em que o controle de gafanhotos gregários é necessário, as ninfas são alvos precoces com a aplicação de pesticidas de contato à base de água a partir de pulverizadores baseados em tratores. Isso é eficaz, mas lento e intensivo em mão de obra; um método preferível é pulverizar inseticida concentrado de aeronaves sobre os insetos ou vegetação. O uso de pulverização de volume ultrabaixo de pesticidas de contato a partir de aeronaves em faixas sobrepostas é eficaz contra bandos nômades e pode ser usado para tratar grandes áreas de terra rapidamente. Outras tecnologias modernas para planejamento do controle de gafanhotos incluem GPS, ferramentas GIS e imagens de satélite com gerenciamento e análise rápida de dados por computador.

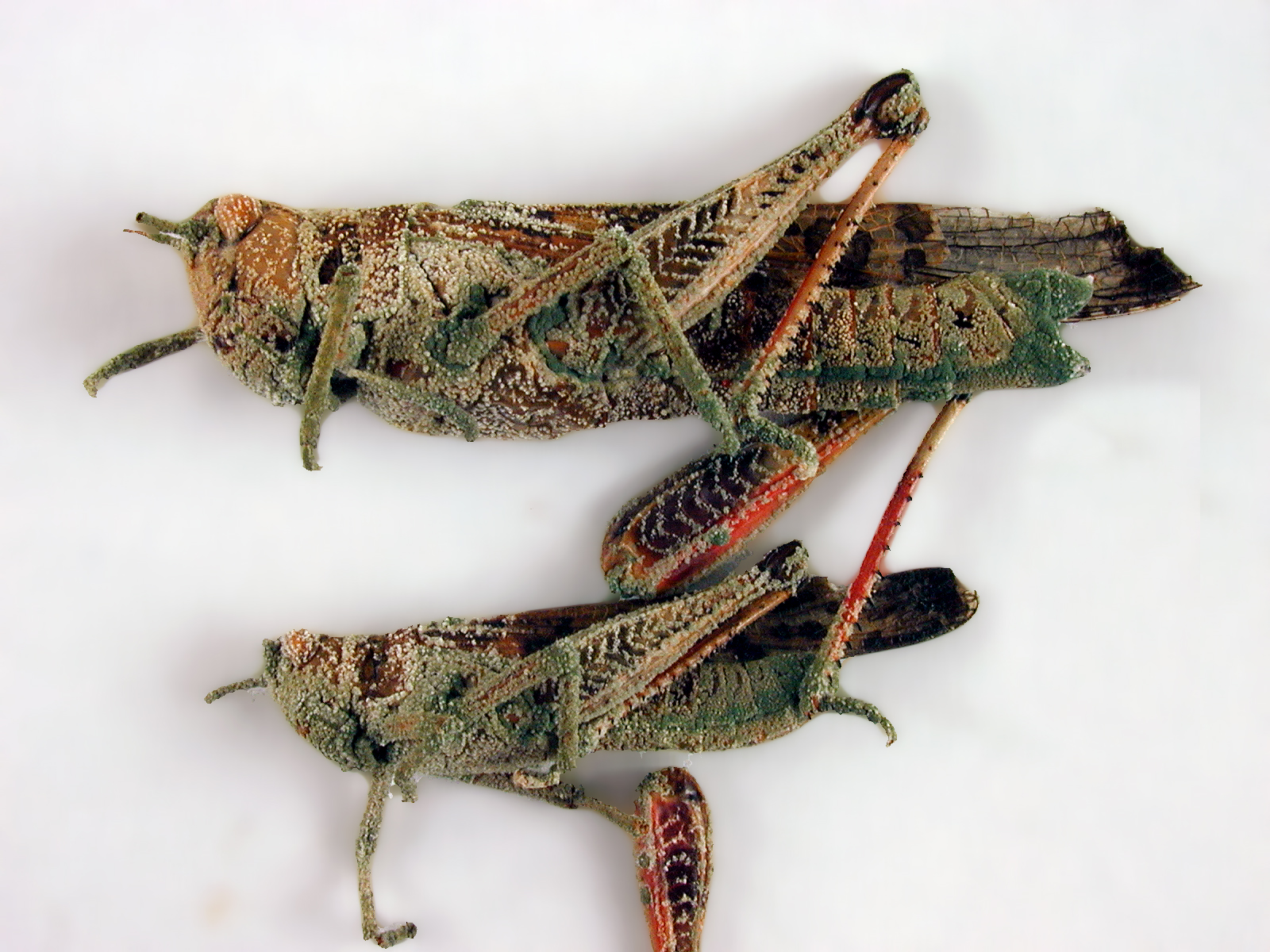
Gafanhotos mortos pelo fungo Metarhizium, um meio de controle biológico ecologicamente correto.

Um pesticida biológico para controlar gafanhotos gregários foi testado na África por uma equipe multinacional em 1997. Esporos secos de um fungo Metarhizium acridum pulverizados em áreas de reprodução perfuram o exoesqueleto do gafanhoto ao germinar e invadem a cavidade corporal, causando morte do inseto. O fungo é transmitido de inseto para inseto e persiste na área, tornando tratamentos repetidos desnecessários. Essa abordagem para o controle de gafanhotos foi usada na Tanzânia em 2009 para tratar cerca de 10.000 hectares no Parque Nacional Iku-Katavi infestado por gafanhotos gregários adultos. O surto foi contido sem danos aos elefantes, hipopótamos e girafas locais.

### Como modelos experimentais
O gafanhoto gregário é grande e fácil de criar e manter, sendo usado como modelo experimental em estudos de pesquisa. Ele foi utilizado em pesquisas de biologia evolutiva e para testar a generalização de conclusões alcançadas sobre organismos de teste como a mosca-da-fruta (Drosophila) e a mosca-doméstica (Musca). É um animal de laboratório escolar adequado devido à sua robustez e facilidade de criação e manejo. Na Universidade de Tel Aviv, cientistas têm usado a sensibilidade aguda das antenas ao olfato para detectar diferentes odores em várias tecnologias.

### Como alimento

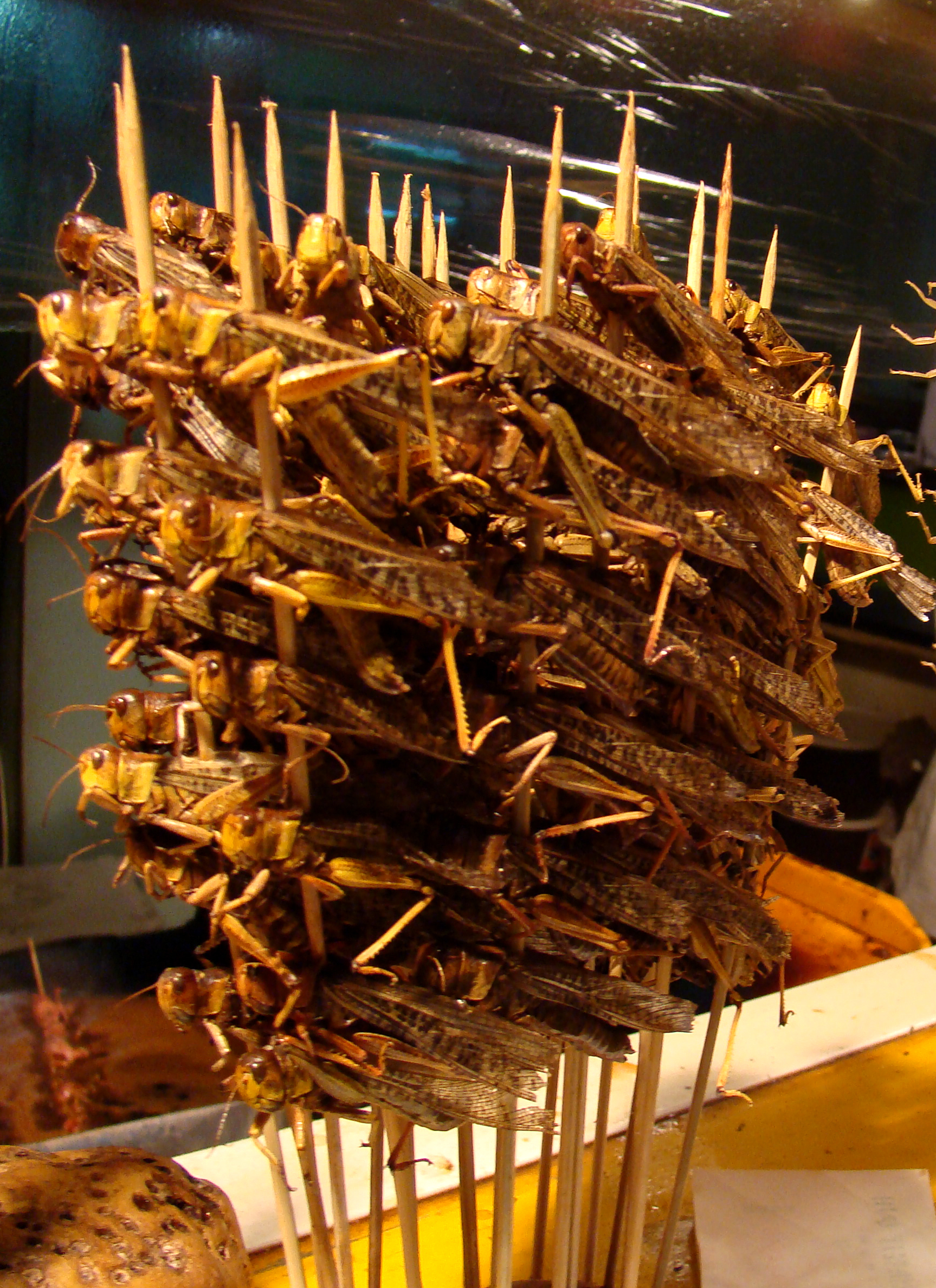
Espetinho de gafanhotos em Pequim, China.

Gafanhotos têm sido usados como alimento ao longo da história. Eles são considerados carne. Várias culturas ao redor do mundo consomem insetos, e gafanhotos são considerados uma iguaria em muitos países africanos, do Oriente Médio e asiáticos. Eles podem ser cozidos de várias maneiras, mas são frequentemente fritos, defumados ou secos.
A Bíblia registra que João Batista comia gafanhotos e mel silvestre enquanto vivia no deserto. Tentativas foram feitas para explicar o texto como significando comida ascética vegetariana, como sementes de alfarroba, mas o significado claro do grego akrides é gafanhoto. O Torá proíbe o uso da maioria dos insetos como alimento, mas permite o consumo de certos tipos de gafanhotos gregários; especificamente, aqueles que são vermelhos, amarelos ou cinza manchado. A jurisprudência islâmica considera comer gafanhotos como halal. O Profeta Maomé foi relatado ter comido gafanhotos durante uma incursão militar com seus companheiros.
Gafanhotos gregários também são consumidos na Península Arábica, incluindo a Arábia Saudita. Em 2014, o consumo de gafanhotos aumentou durante o Ramadã, especialmente na região de Alcacim, já que muitos sauditas acreditam que são saudáveis para comer, mas o Ministério da Saúde da Arábia Saudita alertou que os pesticidas os tornavam inseguros. Iemenitas também consomem gafanhotos, e expressaram descontentamento com planos governamentais de usar pesticidas contra eles. ʻAbd al-Salâm Shabînî descreveu uma receita de gafanhoto do Marrocos. Viajantes europeus do século XIX observaram árabes na Arábia, Egito e Marrocos vendendo, cozinhando e comendo gafanhotos. Eles relataram que no Egito e na Palestina gafanhotos eram consumidos, e que na Palestina, ao redor do rio Jordão, no Egito, na Arábia e no Marrocos, árabes comiam gafanhotos, enquanto camponeses sírios não comiam esses gafanhotos.
Na região de Haouran, felás que estavam em pobreza e sofriam de fome comiam gafanhotos gregários após removerem as vísceras e a cabeça, enquanto gafanhotos eram engolidos inteiros pelos beduínos. Sírios, coptas, gregos, armênios e outros cristãos, além dos próprios árabes, relataram que na Arábia gafanhotos eram frequentemente consumidos, e um árabe descreveu a um viajante europeu os diferentes tipos de gafanhotos que eram preferidos como alimento pelos árabes. Persas usam o insulto racial anti-árabe Arabe malakh-khor (em persa: عرب ملخ خور, literalmente "árabe comedor de gafanhotos") contra árabes.
Gafanhotos fornecem cerca de cinco vezes mais proteína comestível por unidade de forragem do que o gado, e produzem níveis mais baixos de gases de efeito estufa no processo. A taxa de conversão alimentar de ortópteros é de 1,7 kg/kg, enquanto para carne bovina é tipicamente cerca de 10 kg/kg. O conteúdo de proteína em peso fresco é entre 13 e 28 g / 100 g para gafanhotos adultos, 14–18 g / 100 g para larvas, em comparação com 19–26 g / 100 g para carne bovina. A razão de eficiência proteica calculada é baixa, com 1,69 para proteína de gafanhotos gregários em comparação com 2,5 para caseína padrão. Uma porção de 100 g de gafanhoto do deserto fornece 11,5 g de gordura, 53,5% da qual é insaturada, e 286 mg de colesterol. Entre os ácidos graxos, os ácidos palmitoleico, oleico e linolênico foram considerados os mais abundantes. Quantidades variáveis de potássio, sódio, fósforo, cálcio, magnésio, ferro e zinco estavam presentes.